# Pjaterik
Pjaterik (auch Päterik) war ein Gewichtsmaß in Russland. Das Maß bedeutet fünf Funta/Pfund. Ähnliche Maße waren Dwoinik für zwei,Troinik für drei Funta und für 10 war es Desjaterik. Ein Pud hatte 40 Pfund
- 1 Pjaterik = 5 Pfund (russische) = 2,045 Kilogramm
- 8 Pjaterik = 1 Pud = 16,36 Kilogramm[2]
- 13 1⁄3 Troinik = 1 Pud daraus folgt 1 Troinik = 1,227 Kilogramm
- 20 Dwoinik = 1 Pud daraus folgt 1 Dwoinik = 8,18 Kilogramm
- 4 Desjaterik = 1 Pud daraus folgt 1 Desjaterik = 1,636 Kilogramm